# 엠마 (만화)
《엠마》(일본어: エマ, Emma)는 일본의 만화가 모리 가오루의 영국을 배경으로 한 전 10권의 만화이다(7권까지는 본편, 8권부터는 번외편임.). 소설가 구미 사오리가 소설화하였으며(2006년 현재 2권 발매), 《영국 사랑 이야기 엠마》(일본어: 英國戀物語 エマ)라는 제목으로 고바야시 즈네오가 감독을 맡아 스튜디오 피에로가 텔레비전 애니메이션으로 제작하기도 했다.
애니메이션판은 대원씨아이의 뉴타입 DVD로 국내에 정식 발매되었으며, 2007년 상반기에는 투니버스에서 한국어 더빙판으로 방영되었다. 일본에서는 같은해 2기 애니메이션이 《영국 사랑 이야기 엠마 제2막》(일본어: 英國戀物語 エマ 第二幕)이라는 제목으로 제작되어 2007년 4월부터 7월까지 방영되었다.
만화와 소설, 애니메이션 외에도 작품에 등장하는 빅토리아 여왕 치세기의 영국에 대한 자세한 정보를 제공하는 입문서 격인 '엠마 빅토리안 가이드' 도 발매된 바 있으며, 대략 단행본 3권 까지의 내용을 기반으로 원작자인 모리 가오루와 애니메이션의 시대 고증/감수를 맡은 무라카미 리코가 공동으로 집필했다. 기본적으로 텍스트 위주지만, 특별편으로 수록된 단편 만화와 모리의 초기 작풍에 영향을 준 다케모토 이즈미와 가진 대담, 스케치 등의 희귀 자료도 포함되고 있다. (아직 한국어 번역판은 미출간 상태임)

## 등장인물
- 엠마(성우 - 여민정)
- 윌리엄 존스(성우 - 표영재)
- 엘레노아 캠벨(성우 - 김현지)
- 그레이스 존스(성우 - 정선혜)
- 비비안 존스(성우 - 이자명)
- 콜린 존스(성우 - 이소은)

## 각화 제목
- 1기

1. 선물
2. 두 가지 세계
3. 고백
4. 뮤디즈
5. 만찬
6. 방문
7. 수정궁
8. 시계
9. 외톨이
10. 엇갈림
11. 과거
12. 은방울꽃

- 2기

1. 새로운 집
2. 달빛
3. 차가운 비
4. 구혼
5. 포옹
6. 성공과 상실
7. 저녁 파도
8. 있을 곳
9. 각오
10. 창가
11. 세월
12. 꽃

## 만화
한국판 단행본
| 권     | 발행일          | ISBN                   | 비고 |
| ------ | --------------- | ---------------------- | ---- |
| 제1권  | 2003년 3월 4일  | ISBN 89-5662-179-9     |      |
| 제2권  | 2003년 4월 22일 | ISBN 89-5662-180-2     |      |
| 제3권  | 2004년 1월 6일  | ISBN 89-5662-471-2     |      |
| 제4권  | 2004년 1월 1일  | ISBN 89-5757-560-X     |      |
| 제5권  | 2004년 1월 1일  | ISBN 89-5924-190-3     |      |
| 제6권  | 2004년 1월 1일  | ISBN 89-5924-949-1     |      |
| 제7권  | 2004년 1월 1일  | ISBN 89-5986-695-4     |      |
| 제8권  | 2004년 1월 1일  | ISBN 978-89-255-0715-6 |      |
| 제9권  | 2004년 1월 1일  | ISBN 978-89-255-1364-5 |      |
| 제10권 | 2004년 1월 1일  | ISBN 978-89-255-1616-5 |      |